# سورة الفاتحة
سُوْرَةُ الفَاتِحَةِ أو السَّبْعُ المَثَانِي أو أُمُّ الكِتَابِ هي أعظم سُورة في القرآن الكريم، لقول النَّبي مُحمَّد: «﴿الْحَمْدُ لِلَّهِ رَبِّ الْعَالَمِيْن﴾ هي السبع المثاني، والقرآن العظيم الَّذي أوتيته»؛ وذلك لأنَّها اُفْتُتِح بها المصحف في الكتابة؛ ولأنَّها تُفْتَتَح بها الصلاة في القراءة. لِسُورة الفاتحة أسماء كثيرة عدَّها السيوطي في كتاب الإتقان في علوم القرآن خمسةً وعشرين اسمًا بين ألقاب وصفات جرت على ألسنة القُرَّاء من عهد السلف، ومِنها: القُرآن العظيم، وسُورة الْحَمْد، والوافية، والكافية. وآيات سُورة الفاتحة سبع آياتٍ باتفاق القُرَّاء والمُفسِّرين، ولم يشذ عن ذلك إلَّا ثلاثة: الحسن البصري وقال إنَّهُنَّ ثمان آياتٍ، وقال عمرو بن عبيد والحسين الجعفي إنَّهُنَّ ست آياتٍ، واستدل الجُمهور بقول الرسول: «السبع المثاني». وتعدُّ السُّورة سُورةً مَكِّيَّةً أُنزلت قبل هجرة الرَّسول من مكَّة، وهو قول أكثر العُلماء، وكان ترتيبها في النزول خامسًا على قول بدر الدين الزركشي بعد سُورة العلق وسُورة القلم وسُورة المُزمل وسورة المُدثر.
اشتملت السُّورة على أغراض عدة، وهي: حمد الله وتمجيده، والثناء عليه بذكر أسمائه، وتنزيهه عن جميع النقائص، وإثبات البعث والجزاء، وإفراده بالعبادة والاستعانة، والتوجه إليه بطلب الهداية إلى الصراط المستقيم، والتضرع إليه بتثبيتهم على الصراط المستقيم، والإخبار عن قصص الأمم السابقين، كما اشتملت السورة على الترغيب في الأعمال الصالحة. وذكَّرت بأساسيات الدين: شكر نعم الله في قوله: ﴿الْحَمْدُ لِلَّهِ﴾، والإخلاص لله في قوله: ﴿إياك نعبد وإياك نستعين﴾، والصحبة الصالحة في قوله: ﴿صراط الذين أنعمت عليهم﴾، وتذكر أسماء الله الحسنى وصفاته في قوله: ﴿الرحمن الرحيم﴾، والاستقامة في قوله: ﴿اهدنا الصراط المستقيم﴾، والآخرة في قوله: ﴿مَٰلِكِ يَوۡمِ ٱلدِّينِ﴾، بالإضافة لأهمية الدعاء في قوله: ﴿إياك نعبد وإياك نستعين﴾.
وإن لسورة الفاتحة أهمية كبيرة في الإسلام وكذلك في حياة المسلم، فهي ركن عظيم من أركان الصلاة، فالصلاة لا تصح إذا لم تُقرأ الفاتحة فيها على الرأي الراجح عند جمهور العلماء، فقد روي عن أبي هريرة عن النبي قال: «من صلى صلاةً لم يقرأ فيها بأم القرآن فهي خِدَاجَ - ثلاثاً- غير تمام». وفي رواية أخرى: «لا صلاة لمن لم يقرأ بفاتحة الكتاب».

## التسمية
لسورة الفاتحة أسماء كثيرة ذكرها العلماء في كتبهم منهم الإمام الرازي والقرطبي والسيوطي وغيرهم، حيث تدل كثرة الأسماء على شرف المُسمَّى ومكانته. التسمية الرئيسية للسورة هي الفاتحة، والفاتحة في اللغة: مشتقة من الفتح وهو نقيض الإغلاق، فَتحه يفتحه فَتحًا وافَتَتحه وَفتَّحه فانَفَتح وتَفَتَّح. وفاتحة الشيء أوله، وفواتح القرآن هي أوائل السور، والواحدة فاتحة. وأم الكتاب يقال لها: فاتحة القرآن. والفاتحة اسم على وزن (فاعلة)، تطلق على أول كل شيء فيه تدريج. بالإضافة لاسم الفاتحة، سميت السورة بأسماء عديدة بعضها أسماء توقيفية والبعض الآخر أسماء اجتهادية، فقد ذكر ابن عاشور أنه لم يثبت في السنة الصحيحة والمأثور من أسمائها إلا فاتحة الكتاب أو السبع المثاني وأم القرآن أو أم الكتاب. الأسماء التوقيفية:
- فاتحة الكتاب: رُوي عن أبي هريرة أن رسول الله أمره أن يخرج فينادي: «أن لا صلاة إلا بقراءة فاتحة الكتاب فما زاد». وسميت بذلك: لأنه يفتتح بها في المصحف والتعليم، والقراءة في الصلاة، وقيل: لأنها أول سورة نزلت من السماء، وقيل: لأنها أول سورة كتبت في اللوح المحفوظ، وقيل: لأن الحمد فاتحة كل كلام.
- السبع المثاني: قال تعالى: ﴿وَلَقَدْ آتَيْنَاكَ سَبْعًا مِنَ الْمَثَانِي وَالْقُرْآنَ الْعَظِيمَ ۝٨٧﴾ [الحجر:87]، وعن أبي بن كعب أنه قرأ على النبي أم القرآن فقال رسول الله: «والذي نفسي بيده ما أنزل في التوراة ولا في الإنجيل ولا في الزبور ولا في الفرقان مثلها، هي السبع المثاني والقرآن العظيم الذي أوتيته». وسبب تسميتها بالسبع: فلأنها سبع آيات. أما سبب تسميتها بالمثاني فهناك عدة وجوه: فقيل لأنها مستثناة من سائر الكتب السماوية، وقيل لأنها تُقرأ في الصلاة ثم إنها تثنى بسورة أخرى، وقيل لأنها تثنى في كل ركعة، وقيل لأن الله أنزلها مرتين مرة بمكة ومرة بالمدينة، وقيل لأنها كلما قرأ العبد منها آية ثناه الله بالإخبار عن فعله، وقيل لأنها اجتمع فيها فصاحة المثاني وبلاغة المعاني، وقيل لأنها استُثنيت لهذه الأمة فلم تنزل على أحد قبلها ذُخرًا لها.
- أمّ القرآن أو أمّ الكتاب: روى أبو هريرة عن النبي قال: «من صلى صلاةً لم يقرأ فيها بأم القرآن فهي خِدَاج – ثلاثاً – غير تمام». ويعود سبب تسميتها إلى: أن أم الشيء أصله والمقصود من كل القرآن تقرير أمور أربعة: الإلهيات، المعاد، النبوات، إثبات القضاء والقدر لله، وهذه السورة اشتملت على هذه الأمور الأربعة، ولهذا لقبت بأم القرآن لاشتمالها على الأمور الأربعة، فهي أصل القرآن. رُوي عن أبي بكر بن دريد أنه قال: «الأم في كلام العرب الراية التي ينصبها العسكر، فسميت السورة بأم القرآن لأن مفزع أهل الإيمان إلى هذه السورة كما أن مفزع العسكر إلى الراية». قال الماوردي: «سميت بذلك لتقدمها وتأخر ما سواها تبعًا لها، صارت أمًا لأنها أَمَّتْهُ أي تقدمته، وكذلك قيل لراية الحرب أُم لتقدمها واتباع الجيش له. ويقال لما مضى على الإنسان من سِنِي عمره أُم لتقدمها، ولمكة أم القرى لتقدمها على سائر القرى، ولأن الأرض منها دحيت وعنها حدثت، فصارت أُمًا لها لحدوثها عنها كحدوث الولد عن أمه».[13] وقيل: لأنها محكمة والمحكمات أم الكتاب. أما اسم أم الكتاب، ففي هذا الاسم خلاف، فجوزه الجمهور، وكرهه أنس بن مالك والحسن البصري ومحمد بن سيرين، واستدل أنس وابن سيرين على أن أم الكتاب هو اللوح المحفوظ، فيما قال الحسن البصري: أم الكتاب الحلال والحرام.[14][15]
- القرآن العظيم: جاء عن الرسول أنه قال: «هي السبع المثاني والقرآن العظيم الذي أوتيته». سميت بذلك: لتضمنها جميع علوم القرآن، وذلك أنها تشتمل على الثناء على الله تعالى بأوصاف كماله وجلاله، وعلى الأمر بالعبادات والإخلاص فيها، والاعتراف بالعجز عن القيام بشيء منها إلا بإعانته، وعلى الابتهال إليه في الهداية إلى الصراط المستقيم.

أما الأسماء الاجتهادية للسورة فمنها:
سورة الحمد: سميت بذلك لأن أولها لفظ الحمد. والوافية: فقد كان سفيان بن عيينة يسميها بهذا الاسم، قال الثعلبي: «وتفسيرها أنها لا تقبل التنصيف، ألا ترى أن كل سورة من القرآن لو قرئ نصفها في ركعة والنصف الثاني في ركعة أخرى لجاز، وهذا التنصيف غير جائز في هذه السورة».
الكافية: سميت بذلك لأنها تكفي عن غيرها، وأما غيرها فلا يكفي عنها، روى عبادة بن الصامت عن الرسول قال: «أم القرآن عوض من غيرها، وليس غيرها عوضًا منها».
الصَّلاة: روى أبو هريرة عن الرسول قوله: «يقول الله تعالى: قسمت الصلاة بيني وبين عبدي نصفين». والمراد هذه السورة. وقيل: لأنها من لوازمها، فهو من باب تسمية الشيء باسم لازمه. وقيل: لأن الصلاة لا تصح إلا بها.
سورة الدعاء: لاشتمالها على قوله تعالى: اهدَِنا الصراط المسَتقِيم. والسؤال: روى أبو سعيد الخدري أن الرسول قال: «يقول الرب : من شغله القرآن عن مسألتي أعطيته أفضل ما أعطي السائلين». والأساس: وفي سبب تسميتها بذلك وجوه: أنها أول سورة من القرآن الكريم فهي كالأساس. وأنها مشتملة على أشرف المطالب وذلك هو الأساس. وأن أشرف العبادات بعد الإيمان هي الصلاة، وهذه السورة مشتملة على كل ما لا بد منه في الإيمان، والصلاة لا تتم إلا بها.
الشُّكر: وذلك لأنها ثناء على الله بالفضل والكرم والإحسان.
الشّفاء: لأنها إذا قرئت على المريض فإنها تشفيه بأمر الله. والرقية: روى أبو سعيد الخدري أن رسول الله قال للرجل الذي رقى سيد الحي: «وما كان يدريه أنها رقية، اقسموا واضربوا لي بسهم».
المناجاة: لأن العبد يناجى فيها ربه بقوله: ﴿إِياك نَعبد وإِياك نسَتعِين﴾. وسورة تعليم المسألة: قيل: لأن فيها آداب السؤال لأنها بدئت بالثناء قبله. وسورة التفويض: لاشتمالها على التفويض في قوله: ﴿إِياك نعبد وإِياك نسَتعِين﴾.
سورة الكنز: سميت بذلك لأنها تشتمل على كنوز عظيمة من العلوم والمعاني، ذكر هذا الاسم الزمخشري في تفسيره.
سورة النُّور: لظهورها بكثرة استعمالها أو لتنويرها القلوب لجلالة قدرها، أو لأنها لما اشتملت عليه من المعاني عبارة عن النور بمعنى القرآن. أما الأسماء الخمسة والعشرين التي أوردها جلال الدين السيوطي في كتابه الإتقان في علوم القرآن، فهي: الفاتحة، فاتحة الكتاب، أم الكتاب، أم القرآن، القرآن العظيم، السبع المثاني، الوافية، الكنز، الكافية، الأساس، النور، سورة الحمد، سورة الشكر، سورة الحمد الأولى، سورة الحمد القصرى، الرُّقية، الشفاء، الشافية، سورة الصلاة، اللازمة، سورة الدعاء، سورة السؤال، سورة تعليم المسألة، سورة المناجاة، سورة التفويض.

## عدد الآيات

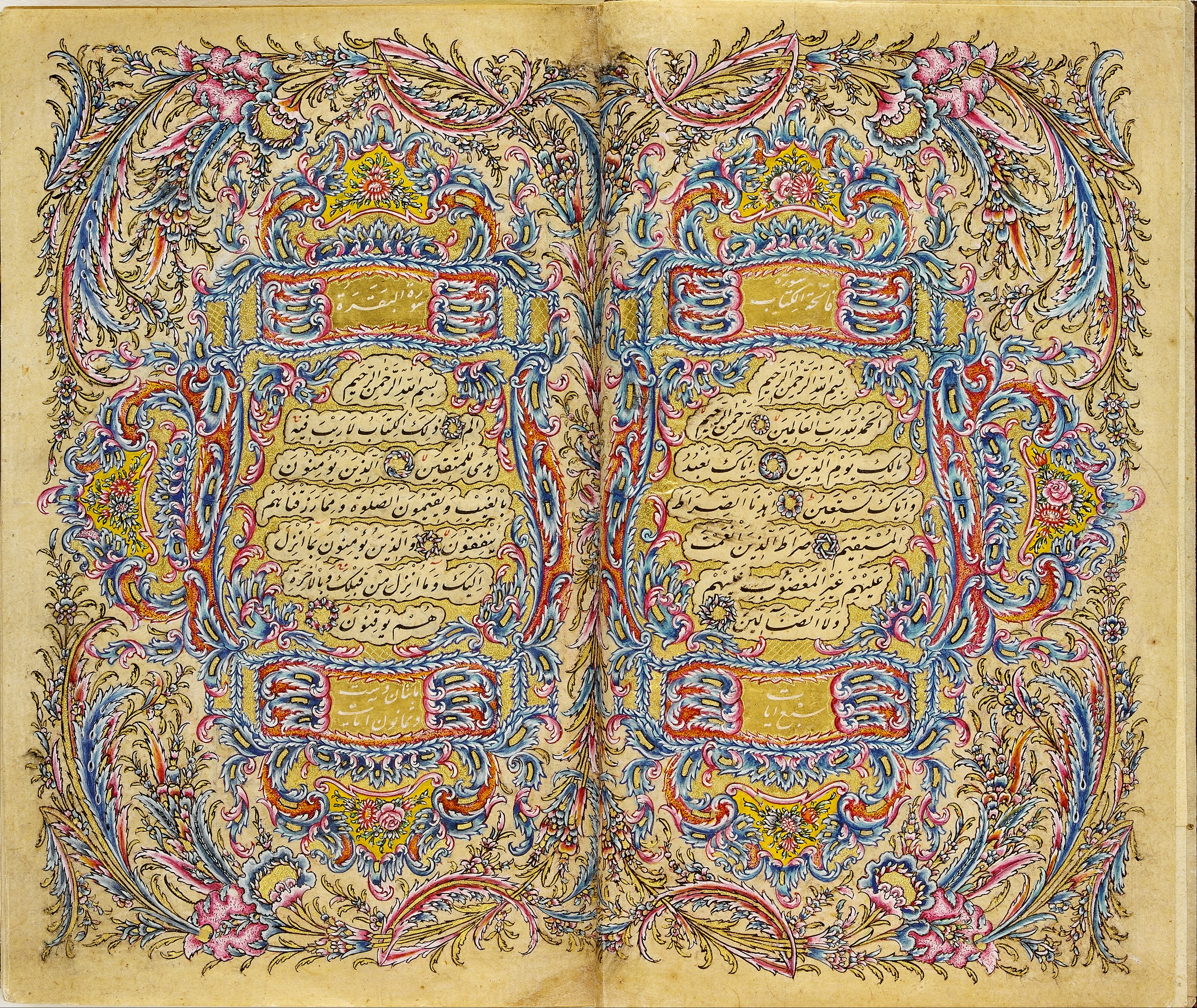
«فاتحة الكتاب» بخط قاضي عسكر مصطفى عزت أفندي.

أجمع الجُمهور على أنَّ آيات سُورة الفاتحة سبع آياتٍ وذلك باتفاق القُرّاء والمُفسّرين، ولم يشذ عن ذلك إلَّا الحسن البصري حين قال إنَّهُنَّ ثمان آياتٍ، ونُسِب أيضًا لعمرو بن عبيد وإلى الحُسين الجعفي قولهما إنَّهُنَّ ست آياتٍ. واستدل الجُمهور على أنَّ السُّورة سبع آياتٍ بحديث أبي سعيد بن المعلَّى أنَّ رسول الله قال له: «لأعلمنك سُورة هي أعظم سُورة في القرآن، قال: ﴿الْحَمْدُ لِلَّهِ رَبِّ الْعَالَمِين…﴾ هي السَّبع المثاني والقرآن العظيم الَّذي أوتيته». أمَّا تحديد الآيات السَّبع فهو ما وُرد في حديث الصحيحين عن أبي هريرة أنَّ رسول الله قال: «قال الله عزَّ وجل قسمت الصلاة نصفين بيني وبين عبدي فنصفها لي ونصفها لعبدي، ولعبدي ما سأل، يقول العبد: ﴿الْحَمْدُ لِلَّهِ رَبِّ الْعَالَمِين﴾ فأقول حمدني عبدي، فإذا قال العبد ﴿الرَّحْمٰنِ الرَّحِيْم﴾ يقول الله: أثنى عليَّ عبدي، وإذا قال العبد ﴿مَٰلِكِ يَوۡمِ ٱلدِّينِ﴾، قال الله مجدني عبدي، وإذا قال ﴿إِيَّاكَ نَعْبُدُ وَإِيَّاكَ نَسْتَعِيْن﴾، قال الله: هذا بيني وبين عبدي، وإذا قال ﴿اِهْدِنَا الصِّرَاطَ المُسْتَقِيْم صِرَاطَ الَّذِيْنَ أَنْعَمْتَ عَلَيْهِم غَيْرِ الْمَغْضُوبِ عَلَيْهِم وَلَا الضَّالِّيْن﴾ قال الله هذا لعبدي ولعبدي ما سأل».
سبب اختلاف عد الآيات هو أن أهل مكة والكوفة يعدون البسملة آية من الفاتحة وقالوا إن قوله ﴿صِراط الَّذِين أنعمتَ عليهم غير المغضوب عليهم ولا الضالين﴾ هي آية تامة، وذهب إلى ذلك الشافعية. أمَّا أهل المدينة والبصرة والشام فلم يعدوا البسملة آية من الفاتحة، وقالوا: إن قوله ﴿صراط الَّذِين أَنعمتَ عليهم …﴾ آية، وقوله ﴿غير المغضوبِ عليهِم ولا الضالِّين …﴾ آية أخرى، وذهب إلى ذلك الأحناف. ذكر ابن قدامة في المغني، والنووي في المجموع، وابن حزم في المحلى أن الشافعي وابن المبارك وأحمد في رواية عنه جعلوا البسملة آية مستقلة في الفاتحة، ولا تصح الصلاة دونها، ورجح هذا المذهب النووي وابن حزم. ومن أوضح حجج هذا المذهب حديث الدارقطني والبيهقي: إذا قرأتم ﴿الحمد لله …﴾، فاقرؤوا ﴿بسم الله الرحمن الرحيم﴾، إنها أم الكتاب والسبع المثاني، ﴿بسم الله الرحمن الرحيم﴾ إحدى آياتها. ذهب أبو حنيفة ومالك وأحمد في رواية ذكرها ابن قدامة في المغني إلى أن البسملة ليست آية مستقلة في الفاتحة، ومن أوضح ما احتجوا به ما أخرجه مالك في الموطأ ومسلم في الصحيح عن أبي هريرة قال: سمعت رسول الله ﷺ يقول قال الله تبارك وتعالى: قسمت الصلاة بيني وبين عبدي نصفين، فنصفها لي ونصفها لعبدي ولعبدي ما سأل، قال رسول الله ﷺ: اقرأوا يقول العبد ﴿الحمد للّهِ رب العَالمين﴾، يقول اللّهُ عز وجل: حمدني عبدي. محل الاستشهاد أنه بدأ الفاتحة بـ ﴿الحمد لله رب العالمين﴾، ولم يذكر البسملة، ويضاف إلى ذلك ما استفاض من عدم جهر الرسول وخلفائه بها في الصلاة، فقد روى أنس بن مالك قال: صليت خلف النبي ﷺ، وأبي بكر وعمر وعثمَان، فكانوا يستفتحون بـ ﴿الحَمد لله رب العالمين﴾، لاَ يذكرون ﴿بسم الله الرحمن الرحيم﴾ في أول قراءة ولا في آخرها. وعليه أصبحت مسألة البسملة في الفاتحة وما يترتب على تركها من المسائل الخلافية.
كما يرجع اختلاف العلماء في العد إلى ما حفظوه وتلقوه عن الصحابة عن النبي، يقول فضل عباس: «كان الرسول ﷺ يقف في قراءته غالبًا عند رؤوس الآي، وكان الصحابة  يتعلمون منه، وبهذا عرفوا رؤوس الآي، ولكنه ﷺ كان يقف أحيانًا على غير رأس الآي لبيان الجواز، فيحسب بعض الصحابة ممن لم يسمعوا النبي ﷺ وقف على رأس الآية سابقًا أن هذه الكلمة التي وقف عليها النبي ﷺ هي رأس الآي، هذا هو السبب الرئيس، وهناك سبب آخر أشار إليه الزركشي في البرهان، وهو اختلاف العلماء في عد ﴿بسم الله الرحمن الرحيم﴾ حيث اختلفوا فيها أهي آية أم ليست آية. وهذا السبب لا يعم كل ما وقع فيه خلاف». أما الحسن البصري فقد عد البسملة آية وعد أنعمت عليهم آية فصارت بذلك ثمان آيات.

## زمن النزول
اختلف العلماء في ذكر زمن نزول سورة الفاتحة، فقال أكثر العلماء إنها سورة مكية، وقال بعض العلماء منهم ومجاهد والزهري وغيرهم إنها سورة مدنية، وقيل إن نصفها نزل بمكة ونصفها الآخر بالمدينة، وقيل: إنها نزلت مرتين: مرة بمكة حين فرضت الصلاة، ومرة بالمدينة حين حولت القبلة فصارت مكية مدنية. الأقول:
- مكية: وهو قول أكثر العلماء. روى الثعلبي بإسناده عن علي بن أبي طالب أنه قال: «نزلت فاتحة الكتاب بمكة من كنز تحت العرش». قال الثعلبي: «وعليه أكثر العلماء»، وروي أيضًا عن عمرو بن شرحبيل أنه قال: «أول ما نزل من القرآن: ﴿الحمد للَّهِ رب العالمين …﴾، وذلك أن رسول الله ﷺ أسر إلى خديجة فقال: لقد خشيت أن يكون خالطني شيء، فقالت: وما ذاك، قال: إني إذا خلوت سمعت النداء باقرأ، ثم ذهب إلى ورقة بن نوفل وسأله عن تلك الواقعة فقال له ورقة: إذا أتاك النداء فاثبت له، فأتاه جبريل عليه السلام وقال له: قل: ﴿بسم الله الرحمن الرحيم الحمد لله رب العالمين﴾». وفي رواية ابن عباس قال: «قام رسول الله ﷺ فقال: ﴿بسم الله الرحمن الرحيم﴾ فقالت قريش: دق الله فاك». وأخرج أبو نعيم الأصبهاني في دلائل النبوة عن رجل من بني سلمة قال: «لما أسلمت فتيان بني سلمة وأسلم ولد عمرو بن الجموح قالت امرأة عمرو له: هل لك أن تسمع من أبيك ما روي عنه، فسأله فقرأ عليه ﴿الحمد لله رب العالمين﴾، وكان ذلك قبل الهجرة». وأخرج أبو بكر بن الأنباري في المصاحف عن عبادة قال: «فاتحة الكتاب نزلت بمكة».
- مدنية: روى الثعلبي بإسناده عن مجاهد بن جبر أنه قال: «فاتحة الكتاب أنزلت بالمدينة». قال الحسين بن الفضل: «لكل عالم هفوة وهذه هفوة مجاهد، لأن العلماء على خلافه، ويدل عليه وجهان: الأول: أن سورة الحجر مكية بالاتفاق،[26] ومنها قوله تعالى: ولقد آتيناك سبعا من المثاني، وهي فاتحة الكتاب، وهذا يدل على أنه تعالى آتاه هذه السورة فيما تقدم، الثاني: أنه يبعد أن يقال إنه أقام بمكة بضع عشرة سنة بلا فاتحة الكتاب». روى أبو هريرة أن الرسول قال: «والذي نفسي بيده ما أنزل الله في التوراة ولا في الإنجيل ولا في الزبور ولا في الفرقان مثلها، إنها لهي السبع المثاني والقرآن العظيم الذي أوتيته». وسورة الحجر مكية بلا خلاف بين العلماء، كما أن الرسول قام بمكة بضع عشرة سنة فكان يصلي صلاته بفاتحة الكتاب.
- مكية مدنية: قال بعض العلماء هذه السورة نزلت بمكة مرة، وبالمدينة مرة أخرى، فهي مكية مدنية، ولهذا السبب سماها الله بالمثاني، لأنه ثنَّى إنزالها، وإنما كان كذلك مبالغة في تشريفها.

فيما يخص تناول العلماء لسبب نزول السورة، فقد أورد بعضهم ومنهم الواحدي وابن أبي شيبة والبيهقي أن للسورة سبب نزول حيث أوردوا في كتبهم أن سبب نزول سورة الفاتحة ما روي عن أبي ميسرة: «أن رسول الله ﷺ كان إذا برز سمع مناديًا يناديه يا محمد فإذا سمع الصوت انطلق هاربًا فقال له ورقة بن نوفل: إذا سمعت النداء فاثبت حتى تسمع ما يقول لك قال: فلما برز سمع النداء يا محمد فقال: لبيك قال: قل أشهد أن لا إله إلا الله وأشهد أن محمدًا رسول الله، ثم قال: قل ﴿الحمد لله رب العالمين الرحمن الرحيم مالك يوم الدين …﴾ حتى فرغ من فاتحة الكتاب». يرى العلماء أن ما أورده الواحدي وغيره إنما هو خبر السورة وليس سبب نزولها، فالصحيح أن الحديث خبر وليس سبب نزول.
نزلت سورة الفاتحة قبل الهجرة من مكة على رأي أكثر العلماء، وقال كثير منهم إنها أول سورة نزلت، قال ابن عاشور: «والصحيح أنه نزل قبلها ﴿اقرأ باسم ربك …﴾ وسورة المدثر ثم الفاتحة، وقيل نزل قبلها أيضا سورة ﴿ن والقلم …﴾ وسورة المزمل، وقال بعضهم هي أول سورة نزلت كاملة أي غير منجمة، بخلاف سورة القلم، وقد حقق بعض العلماء أنها نزلت عند فرض الصلاة فقرأ المسلمون بها في الصلاة عند فرضها، وقد عدت في رواية عن جابر بن زيد السورة الخامسة في ترتيب نزول السور. وأيا ما كان فإنها قد سماها النبي ﷺ فاتحة الكتاب وأمر بأن تكون أول القرآن. قال ابن عاشور: ولا يناكد ذلك نزولها بعد سور أخرى لمصلحة اقتضت سبقها قبل أن يتجمع من القرآن مقدار يصير به كتابًا، فحين تجمع ذلك أنزلت الفاتحة لتكون ديباجة الكتاب وأغراضها قد علمت من بيان وجه تسميتها أم القرآن». أنزل الله سورة الفاتحة في مرحلة كان عدد المسلمين يقارب أربعين رجلًا وامرأة، معظمهم من الفقراء والأرقاء والمستضعفين، وقد كانت مكة مليئة بالعقائد الباطلة، والتصورات المنحرفة، والعادات السيئة من شرك بالله وعبادة الأصنام والتماثيل، وإنكار البعث، وانتشار الزنا وشرب الخمر والقتل وغير ذلك، فنزلت سورة الفاتحة وأمثالها لتعالج أصحاب العقائد الباطلة، وتصحح تصوراتهم ومعتقداتهم، ولتغرس في نفوس المسلمين العقيدة السليمة، والأخلاق الحسنة، والتربية السليمة، وكانت الآيات وقطع السور التي تنزل في ذاك الزمان آيات قصيرة، ذات فواصل رائعة، وإيقاعات هادئة.

## مواضيع وأغراض السورة
اشتملت السورة على أغراض عدة، تحدث عنها بعض المفسرين وهي: حمد الله تعالى وتمجيده، والثناء عليه بذكر أسمائه الحسنى المستلزمة لصفاته العليّة، وتنزيهه عن جميع النقائص، وإثبات البعث والجزاء، وإفراده بالعبادة والاستعانة، والتوجه إليه بطلب الهداية إلى الصراط المستقيم، والتضرع إليه بتثبيتهم على الصراط المستقيم، والإخبار عن قصص الأمم السابقين، وقد اشتملت على الترغيب في الأعمال الصالحة. كما تُذكِّر السورة بأساسيات الدين: شكر نعم الله في قوله ﴿الحمد لله﴾، والإخلاص لله في قوله ﴿إياك نعبد وإياك نستعين﴾، والصحبة الصالحة في قوله ﴿صراط الذين أنعمت عليهم﴾، وتذكر أسماء الله الحسنى وصفاته في قوله ﴿الرحمن الرحيم﴾، والاستقامة في قوله ﴿اهدنا الصراط المستقيم﴾، الآخرة في قوله ﴿مَٰلِكِ يَوۡمِ ٱلدِّينِ﴾، بالإضافة لأهمية الدعاء في قوله (نعبد، نستعين).
قال البقاعي: «إن سورة الفاتحة جامعة لجميع ما في القرآن، فالآيات الثلاث الأُول شاملة لكل معنى تضمنته الأسماء الحسنى والصفات العلى، فكل ما في القرآن من ذلك فهو مفصل من جوامعها، والآيات الثلاث الأُخر من قوله: ﴿اهدنا﴾ شاملة لكل ما يحيط بأمر الخلق في الوصول إلى الله، والتحيز إلى رحمته، والانقطاع دون ذلك، فكل ما في القرآن فمن تفصيل جوامع هذه، وكل ما يكون وصلة بين ما ظاهره من الخلق ومبدؤه وقيامه من الحق فمفصل من آية إياك نعبد وإياك نستعين». ذكر ابن القيم أن السورة اشتملت على الرد على جميع طوائف أهل البدع والضلال، كما بينت منازل السائرين، ومقامات العارفين، وبيان أنه لا يقوم غير هذه السورة مقامها، ولا يسد مسدها، ولذلك لم ينزل في التوراة، ولا في الإنجيل مثلها. كما قال عبد الرحمن بن ناصر السعدي: «وهذه السورة على إيجازها احتوت على ما لم تحتوِ عليه سورة من سور القرآن، فقد تضمنت أنواع التوحيد الثلاثة: توحيد الربوبية، يؤخذ من قوله: ﴿رب العالمين﴾. وتوحيد الإلهية، وهو إفراد الله بالعبادة، يؤخذ من لفظ: اللَّه، ومن قوله: ﴿إياك نعبد﴾. وتوحيد الأسماء والصفات، وهو إثبات صفات الكمال لله تعالى، التي أثبتها لنفسه، وأثبتها له رسوله ﷺ من غير تعطيل، ولا تمثيل، ولا تشبيه، وقد دل على ذلك لفظ ﴿الحمد﴾. وإثبات الجزاء على الأعمال في قوله: ﴿مَٰلِكِ يَوۡمِ ٱلدِّينِ﴾، وأن الجزاء يكون بالعدل، وتضمنت إخلاص الدين لله تعالى، عبادة واستعانة في قوله: ﴿إياك نعبد وإياك نستعين﴾. وتضمنت إثبات النبوة في قوله: ﴿اهدنا الصراط المستقيم﴾؛ لأن ذلك ممتنع بدون الرسالة. وتضمنت إثبات القدر، وأن العبد فاعل حقيقة. وتضمنت الرد على جميع أهل البدع والضلال في قوله: ﴿اهدنا الصراط المستقيم﴾». يقول سيد قطب: «إن في هذه السورة من كليات العقيدة الإسلامية، وكليات التصور الإسلامي، وكليات المشاعر والتوجيهات، ما يشير إلى طرف من حكمة اختيارها للتكرار في كل ركعة، وحكمة بطلان كل صلاة لا تُذكر فيها».

## تفسير السورة

### بسم الله الرحمن الرحيم

تفسير الفاتحة الكبير المسمى بالبحر المديد للإمام أحمد بن عجيبة.

في الآية أن الله أدب نبيه بتعليمه تقديم أسمائه الحسنى أما جميع أفعاله، وجعل ذلك لجميع خلقه سنة يستنون بها، في افتتاح أوائل منطقهم وصدور رسائلهم وكتبهم وحاجاتهم. قوله: ﴿بسم الله﴾، أي اقرأ بذكر الله ربك وقم واقعد بذكر الله، ومعناه أن ابدأ بتسمية الله وذكره قبل كل شيء. وتفسيرها في الآية أن اقرأ بتسمية الله وذكره، وافتتح القراءة بتسمية الله بأسمائه الحسنى وصفاته العلى. أما قوله ﴿الرحمن الرحيم﴾، فالرحمن هو فعلان من رحم، وأما الرحيم ففعيل منه، فإن قيل الرحمن والرحيم فهما اسمين مُشتقين من الرحمة. قال العرزمي: «الرحمن بجميع الخلق، والرحيم بالمؤمنين». وقال عبد الله بن عباس: «﴿الرحمن الرحيم﴾ الرقيق الرفيق بمن أحب أن يرحمه، والبعيد الشديد على من أحب أن يعنف عليه، وكذلك أسماؤه كلها». في السورة بدأ الله بتقديم اسمه الذي هو الله، لأن الألوهية ليست لغيره، ثم ثنى باسمه الذي هو الرحمن، حيث يصح لمن هو دون الله من خلقه التسمي ببعض صفات الرحمة، أما اسمه الذي هو الرحيم فهو جائز وصفه لغيره.

### الحمد لله رب العالمين
الحمد لله هو الشكر الخالص لله دون سائر ما يُعبد من دونه، بما أنعم على عباده من النعم التي لا يحصيها العدد ولا يحيط بعددها غيره. وقيل إن قول القائل ﴿الحمد لله﴾، هو ثناء عليه بأسمائه وصفاته الحسنى، وقوله الشكر لله ثناء عليه بنعمه وأياديه. ومعنى ﴿الحمد لله﴾ هو أن الله حمد نفسه وأثنى عليها بما هو له أهل، ثم علم ذلك عباده وفرض عليهم تلاوته. أما قوله ﴿رب﴾، فالرب في كلام العرب منصرف على معاني، فالسيد المطاع فيهم يدعى ربًا، فالله السيد الذي لا شبيه له ولا مثل في مثل سؤدده، والمصلح أمر خلقه بما أسبغ عليهم من نعمه. وقوله: ﴿رب العالمين﴾، قال ابن عباس في تفسير ﴿الحمد لله رب العالمين﴾: «الحمد لله الذي له الخلق كله، السموات كلهن ومن فيهن، والأرضون كلهن ومن فيهن، وما بينهما مما يعلم ومما لا يعلم». أما العالمين، فهو جمع عالم، والعالم جمع لا واحد له من لفظه، والعالم اسم لأصناف الأمم، كل صنف منها عالم. والقصد أن الحمد لله الذي له الخلق مما يعلم ومما لا يعلم. وقيل أن المقصود برب العالمين هو رب الجن والإنس.

### الرحمن الرحيم
تفسير ﴿الرحمن الرحيم﴾ هو ما كان في تفسير قول الله: ﴿بسم الله الرحمن الرحيم﴾.

### مالك يوم الدين
اختلف القراء في تلاوة ﴿مَٰلِكِ يَوۡمِ ٱلدِّينِ﴾، فبعضهم يتلوها: مَلِكِ يوم الدين، وبعضهم يتلوها: مالك يوم الدين، وبعضهم يتلوها: مالكَ يوم الدين بنصب الكاف. فتأويل من قرأ: مَٰلِكِ يَوۡمِ ٱلدِّينِ، أن لله الملك خالصًا يوم الدين دون جميع خلقه الذين كانوا قبل ذلك في الدنيا ملوكًا جبابرة ينازعونه الملك، وأن له من دونهم ودون غيرهم الملك والكبرياء والعزة والبهاء. أما تأويل من قرأ: مالك يوم الدين، فقد قال ابن عباس: «لا يملك أحد في ذلك اليوم معه حكمًا كملكهم في الدنيا». وعموم المعنى أنه مالك جميع العالمين، وسيدهم ومصلحهم والناظر لهم والرحيم بهم في الدنيا والآخرة. قال الطبري وأولى القراءتين بالصواب قراءة من قرأه: مَٰلِكِ يَوۡمِ ٱلدِّينِ، بمعنى إخلاص الملك له يوم الدين، دون قراءة من قرأ: مالك يوم الدين، بمعنى أنه يملك الحكم بينهم وفصل القضاء متفردًا به دون سائر خلقه. أما قوله: ﴿يوم الدين﴾، فالدين هو بتأويل الحساب والمجازاة بالأعمال، قال ابن عباس: «يوم حساب الخلائق، هو يوم القيامة، يدينهم بأعمالهم إن خيرًا فخير، وإن شرًا فشر، وإلا من عفا عنه فالأمر أمره». ويقول عبد الملك بن عبد العزيز بن جريج: «يوم يدان الناس بالحساب».

### إياك نعبد وإياك نستعين
أي لك نخشع ونذل ونستكين، إقرارًا لك يا ربنا بالربوبية لا لغيرك. عن ابن عباس قال: «قال جبريل لمحمد قل يا محمد: ﴿إياك نعبد﴾: إياك نوحد ونخاف ونرجو يا ربنا لا غيرك». يقول الطبري: «وإنما اخترنا نخشع ونذل ونستكين دون بيان أنه بمعنى نرجو ونخاف، وإن كان الرجاء والخوف لا يكونان إلا مع الذلة، لأن العبودية عند جميع العرب أصلها الذلة وأنها تسمى الطريق المذلل الذي قد وطئته الأقدام وذللته السابلة معبدًا». أما معنى قوله ﴿إياك نستعين﴾: أي إياك يا ربنا نستعين على عبادتنا إياك وطاعتنا في أمورنا كلها، لا أحد سواك، إذ كان من يكفر بك يستعين في أموره معبوده الذي بعبده من الأوثان دونك، فنحن بك نستعين في جميع أمورنا مخلصين لك العبادة. قال ابن عباس: «﴿إياك نستعين﴾ على طاعتك وعلى أمورنا كلها».

### اهدنا الصراط المستقيم
قال ابن عباس: «قال جبريل لمحمد: ﴿اهدنا الصراط المستقيم﴾: ألهمنا الطريق الهادي». وإلهامه إياه هو توفيقه له». قال الطبري: «زعم البعض أن تأويل اهدنا أي زدنا هداية، وهذا لا وجه له لأن الله لا يكلف عبدًا فرضًا من فرائضه إلا بعد تبيينه له، ولو كان معنى ذلك مسألته البيان لكان قد أمر أن يدعو ربه أن يبين له ما فرض عليه». أما قوله: اهدنا، فهي مسألته الثبات على الهدى فيما بقي من عمره. أما قوله ﴿الصراط المستقيم﴾: فقد أجمعت أهل الحجة من أهل التأويل جميعًا على أن الصراط المستقيم هو الطريق الواضح الذي لا اعوجاج فيه، وقد اختلف تراجمة القرآن في معنى الصراط المستقيم، فعلي بن أبي طالب يقول: «القرآن هو الصراط المستقيم». أما جابر بن عبد الله فقال: «﴿اهدنا الصراط المستقيم﴾، الإسلام هو أوسع مما بين السماء والأرض». وكذلك قال ابن عباس، أما محمد بن الحنفية فقال: «هو دين الله الذي لا يقبل من العباد غيره».

### صراط الذين أنعمت عليهم غير المغضوب عليهم ولا الضالين
إبانه عن الصراط المستقيم، أي قل يا محمد ﴿اهدنا الصراط المستقيم صراط الذين أنعمت عليهم﴾ بطاعتك وعبادتك من ملائكتك وأنبيائك والصديقين والشهداء والصالحين. فالذي أُمر محمد وأمته أن يسألوا ربهم من الهداية للطريق المستقيم، هي الهداية للطريق الذي وصف الله صفته. قال ابن عباس: «﴿صراط الذين أنعمت عليهم﴾ هو طريق من أنعم الله عليهم من الملائكة والنبيين والصديقين والشهداء والصالحين الذين أطاعوك وعبدوك». أما قوله ﴿أنعمت عليهم﴾ فقد وردت عدة أقوال فيمن هو المقصود بذلك، فمنهم من قال النبيون ومن قال المؤمنون وقيل المسلمون، وقيل النبي ومن معه. أما قوله ﴿غير المغضوب عليهم﴾، ففيه أن من أنعم الله عليه فهداه لدينه الحق فقد سلم من غضب ربه ونجا من الضلال في دينه. أما المغضوب عليهم فقد روى عدي بن حاتم عن الرسول أن المغضوب عليهم اليهود، وكذلك قال ابن عباس: «يعني اليهود الذين غضب الله عليهم». أما تأويل الغضب، فقال بعضهم: غضب الله على من غضب عليه من عباده ذم منه لهم ولأفعالهم وشتم منه لهم بالقول. أما قوله: ﴿ولا الضالين﴾: أي النصارى، وسمَّى الله ذكره النصارى ضلالًا لخطئهم في الحق منهج السبيل، وأخذهم من الدين في غير الطريق المستقيم. وتأويل الآية ﴿اهدنا الصراط المستقيم صراط الذين أنعمت عليهم لا المغضوب عليهم ولا الضالين﴾.

## اختلاف الإعراب والقراءات في تفسير السورة

### اختلاف الإعراب
للعلامة الإعرابية معناها الدلالي الخاص بها، حيث إنها لا تقتصر على وظيفتها النحوية فقط، بل تقوم بوظائف مزدوجة بين الوظيفة النحوية والمعنى الدلالي، وقد اختلف النحويون كثيرًا في إعراب آيات القرآن مما أدى إلى تعدد المعاني الناجمة عن اختلافاتهم تلك. ويعدون اختلاف الإعراب إلى سببين الأول: أسلوب القرآن المعجز، بحيث لا يستطيع أحد الإحاطة بجميع مراميه وأهدافه، فاحتمل كثيرًا من المعاني والوجوه. الثاني: أن النحويين لا يعرفون الحجر على الآراء، ولا تقديس آراء الغير، فاحتفظوا لأنفسهم بحرية الرأي والتعبير. وقد أضيف سبب ثالث وهو أن الاختلاف في الإعراب دليل على صلاحية القرآن لكل العصور والأزمان والأمكنة. كما أن اختلاف الإعراب يرجع لعدة عوامل منها: اختلاف في القراءات القرآنية والتي يترتب عليها إثراء للمعنى، واحتمال الكلمة القرآنية لأكثر من وجه إعرابي وإن لم تتغير علامتها الإعرابية.
- من أمثلة اختلاف الإعراب في سورة الفاتحة قول الله: ﴿اهْدِنَا الصِّرَاطَ الْمُسْتَقِيمَ ۝٦ صِرَاطَ الَّذِينَ أَنْعَمْتَ عَلَيْهِمْ غَيْرِ الْمَغْضُوبِ عَلَيْهِمْ وَلَا الضَّالِّينَ ۝٧﴾ [الفاتحة:6–7].
- الإعراب: اختلف النحاة في إعراب ﴿غير﴾ على قولين: الأول: الجر على البدل من ﴿الذين﴾ أو من الضمير في ﴿عليهم﴾. الثاني: الجر على الصفة ل ﴿الذين﴾. معاني الإعراب: المعنى الأول: أفاد أن المنعم عليهم من النبيين والصديقين والشهداء والصالحين هم أنفسهم الذين قد سلموا مما يسبب غضب الله تعالى من الكفر والفساد في الأرض كما فعل اليهود، وسلموا أيضًا من الضلال الذي وقع فيه النصارى، فعبد هؤلاء ربهم حق العبادة. قال الطبري في توجيه المعنى على هذا الإعراب: وإذا وجه إلى ذلك –يعني البدل– كانت (غير) مخفوضة بنية تكرير الصراط الذي خُفض الذين عليها، فكأنك قلت: ﴿صراطَ الذين أنعمت عليهم صراطَ غير المغضوب عليهم﴾.[38] المعنى الثاني: أفاد أن هؤلاء المنعم عليهم من الله بنعمٍ عديدة، منها ما هو وارد في الآية من نعمة الإيمان والهداية، وكذلك نعمة السلامة من غضب الله. فكأن هؤلاء قد جمعوا بين نعمتي الإيمان المطلق والسلامة من الغضب والضلال، وهذه في حقيقتها نعمة عظيمة جليلة. وعليه فإن المؤمن لما سأل الله أن يهديه الصراط المستقيم، بين أنه الصراط الذي أنعم الله به على النبيين والصديقين والشهداء والصالحين، وفي هذا مبالغة منه في طلب الهداية إلى ذلك الطريق المستقيم، طريق الحق الذي يوصل إلى رضا الله. وقد رجح كل من أبي السعود وأبي حيان كون (غير) مجرورة على الصفة، وعدَّا القول الأول مرجوحًا، وذلك لأن البدل من شأنه أن يفيد متبوعه المبدل منه مزيدًا من التأكيد والتقرير، ومزيداً من الإيضاح والبيان، وليس هو كذلك هنا، فهما يرجحان جر (غير) على الصفة.[39]

### اختلاف القراءات
القراءات جمع قراءة وهي في اللغة مصدر سماعي لقرأ، وفي الاصطلاح: مذهب يذهب إليه إمام من الأئمة القراء مخالفًا به غيره في النطق بالقرآن الكريم. القراءات الثابتة في علم القراءات هي عشر قراءات: سبع قراءات تواردت من سبعة قراء من أئمة أهل الأمصار الخمسة المشهورة، وثلاثة قراءات التي هي تمام العشر تواترت عن طريق الآحاد. إنما كان الاختلاف في القراءات القرآنية فيما يحتمله خط المصحف ورسمه، سواء أكان الاختلاف في اللفظ دون المعنى، أم كان الاختلاف في اللفظ والمعنى. كان الصحابة قد تعارف بينهم منذ عهد النبي ترك الإنكار على من خالفت قراءته قراءة الآخر، وروي عن النبي أنه قال: «إن القرآن نزل على سبعة أحرف كلها شافٍٍ كافٍ». وأن القرآن نزل على سبع لغات من لغات العرب، وذلك توسيعًا عليهم. وبعد أنَّ جمع عثمان بن عفان القرآن على حرف واحد هو حرف قريش، ووافقه على ذلك الصحابة. كان هذا الحرف الذي جُمِع عليه القرآن هو حرف من الأحرف السبعة كما أن النسخ العثماني للقرآن لم يكن منقوطًا ولا مضبوطاً بالشكل، فاحتمل الأمر قراءة ذلك الحرف على أكثر من وجه، ثم جاء القراء فقرؤوا ما يحتمله اللفظ من قراءات، واختار كل واحد منهم قراءة حسب ما تلقاه ووصل إليه من التابعين ومن الصحابة إلى رسول الله. يقول ابن عاشور: «ثم إن القراءات العشر الصحيحة المتواترة، قد تتفاوت بما يشتمل عليه بعضها من خصوصيات البلاغة أو الفصاحة أو كثرة المعاني أو الشهرة، وهو تمايز متقارب، وقل أن يكسب إحدى القراءات في تلك الآية رجحانًا، على أن كثيرا من العلماء كان لا يرى مانعا من ترجيح قراءة على غيرها».
شملت سورة الفاتحة على العديد من الكلمات المختلف في قراءتها بين أصحاب القراءات العشر، هناك جزء من الكلمات اختلف في قراءتها ولكن بقي معناها ثابت، في حين أن هناك جزء آخر من الكلمات اختلف في قراءتها وجر اختلاف القراءة إلى تغير في معنى الكلمة والآية. وهنا جدول يبين أثر أوجه الاختلاف في القراءات على تغيير المعاني النحوية:
| # | الآية | النص في المصحف | أوجه القراءة                                                 | أوجه الاختلاف ومعانيه | الدلالة النحوية                                             |
| - | ----- | -------------- | ------------------------------------------------------------ | --- | ----------------------------------------------------------- |
| 1 | 2     | الحَمْدُ لِلِه      | - الحَمْدُ لِلِه. - الحَمْدَ لِلِه.                                    | - الإعراب: بالرفع مبتدأ وخبر. أي: ﴿الحمد لله﴾ ثابت أو مستقر الله. - الإعراب: بالنصب على إضمار فعله، أي نحمدُ الله. الحمد بالنصب مصدر معرف بأل، أي: الحمد لله المعروف بينكم، وأل لتعريف الماهية. | - دلالة نحوية عامة.(1) - دلالة نحوية خاصة.(2)               |
| 2 | 2     | ﴿ربِّ العالمين﴾  | - ربِّ. - ربَّ. - ربُّ.                                            | - الإعراب: جر على النعت أو على البدل، أي: صفة من لفظ الجلالة الله. - الإعراب: على النداء، أي: الحمد لله ربًا وإلهًا. - الإعراب: حركه مرفوعًا على المدح. أي: هو رب العالمين. | - دلالة نحوية عامة.                                         |
| 3 | 4     | ملكِ            | - ملكِ، مالكِ، مَلْكِ، مليكِ. - مِلكَ، مالكَ، مَلُكَ، ملكًا، مَلَكَ. - مالكٌ. | - الإعراب: جر على النعت أو على البدل، أي: صفة من لفظ الجلالة الله. - الإعراب: على النداء، أي: لك الحمد يا رب العالمين ويا مالك يوم الدين. - الإعراب: على إضمار مبتدأ. أي: اسم الجلالة. | - دلالة نحوية عامة.                                         |
| 4 | 5     | نَعْبُدُ           | - نَعْبُدُ. - يُعْبُدُ.                                              | - الإعراب: فعل مضارع مرفوع، وتقديم المفعول لقصد الاختصاص والاهتمام به، أي: نخصك بالعبادة وبطلب العون. - الإعراب: بالياء مبنيًا للمفعول، لأن إياك ضمير نصب ولا ناصب له وتوجيهها إن فيها استعارة والتفافًا، أي: أن يُعْبُدُ. | - دلالة نحوية خاصة. - دلالة نحوية عامة.                     |
| 5 | 7     | غيرِ            | - غيرِ. - غيرِ. - غيرَ.                                         | - الإعراب: على البدال من الذين، ويمكن جعله صفة لـ الذين، أي أنهم جمعوا بين النعمة المطلقة وبين السلامة من غضب الله والضلال. - الإعراب: على البدال من العاء والميم في عليهم، أي: أن المُنعم عليهم هم الذين سلموا من الغضب والضلال. - الإعراب: تأتي على الحال من الذين، وعلى الهاء والميم من عليهم، أي: أنعمت عليهم لا مغضوبًا عليهم. أو تأتي على الاستثناء، أي: إلا المغضوب عليهم | - دلالة نحوية عامة. - دلالة نحوية خاصة. - دلالة نحوية خاصة. |
| 6 | 7     | ﴿ولا الضالين﴾  | - ولا الضالين. - غير الضالين.                                | - الإعراب: لتأكيد معنى النفي، أي: لا المغضوب عليهم ولا الضالين. - الإعراب: للتأكيد، أي: أن المغضوب عليهم هم غير الضالين. | - دلالة نحوية عامة. - دلالة نحوية عامة.                     |

## مناسبات سورة الفاتحة

### علم المناسبات
المناسبة في اللغة: هي المقاربة والمشاكلة. وتعرف اصطلاحًا بأنها: علم تعرف به وجوه ارتباط أجزاء القرآن بعضها ببعض، وقول أجزاء القرآن شامل للآية مع الآية، والحكم مع الحكم، والسورة مع السورة، والقصة مع القصة، وكل جزء من القرآن مع ما قارنه. علم المناسبات نبه إلى أهميته عدد من العلماء من أبرزهم الفخر الرازي حيث قال: «أكثر لطائف القرآن مودعة في الترتيبات والروابط». وقال السيوطي: «علم المناسبة علم شريف قل اعتناء المفسرين به لدقته». وقال البقاعي: «وهو سر البلاغة، لأدائه إلى تحقيق مطابقة المعاني لما اقتضاه من الحال، وتتوقف الإجازة فيه على معرفة مقصود السورة المطلوب ذلك فيها، ويفيد ذلك في معرفة المقصود من جميع جملها، فلذلك كان هذا العلم في غاية النفاسة، وكانت نسبته من علم التفسير كنسبة علم البيان من النحو».
من أبرز من اعتنى بعلم المناسبة من العلماء: ابن المنذر النيسابوري، وفخر الدين الرازي، وأبو الحسن الحرالي المغربي، وأبو جعفر أحمد بن إبراهيم بن الزبير الغرناطي، وقد ألف في ذلك كتاب البرهان في ترتيب سور القرآن، والبقاعي حيث ألف كتابه نظم الدرر في تناسب الآيات والسور. وابن النقيب الحنفي، والسيوطي في كتابه تناسق الدرر في تناسب السور، وكتاب أسرار التنزيل. وقد عارض عدد من العلماء البحث عن المناسبات، وقالوا بأنه علم متكلف، ولا يطلب للآية الكريمة مناسبة لكونها نزلت متفرقة على حسب الوقائع والأحداث. ومنهم: ولي الدين الملوي، والعز بن عبد السلام، والشوكاني الذي قال: «اعلم أن كثيراً من المفسرين جاءوا بعلم متكلف، وخاضوا في بحر لم يكلفوا سباحته، واستغرقوا أوقاتهم في فن لا يعود عليهم بفائدة، بل أوقعوا أنفسهم في التكلم بمحض الرأي المنهي عنه في الأمور المتعلقة بكتاب الله سبحانه، وذلك أنهم أرادوا أن يذكروا المناسبة بين الآيات القرآنية المسرودة على هذا الترتيب الموجود في المصاحف فجاءوا بتكلفات وتعسفات يتبرأ منها الإنصاف، ويتنزه عنها كلام البلغاء فضلاً عن كلام الرب سبحانه، حتى أفردوا ذلك بالتصنيف، وجعلوه المقصد الأهم من التأليف، كما فعله البقاعي في تفسيره».

### مناسبات السورة

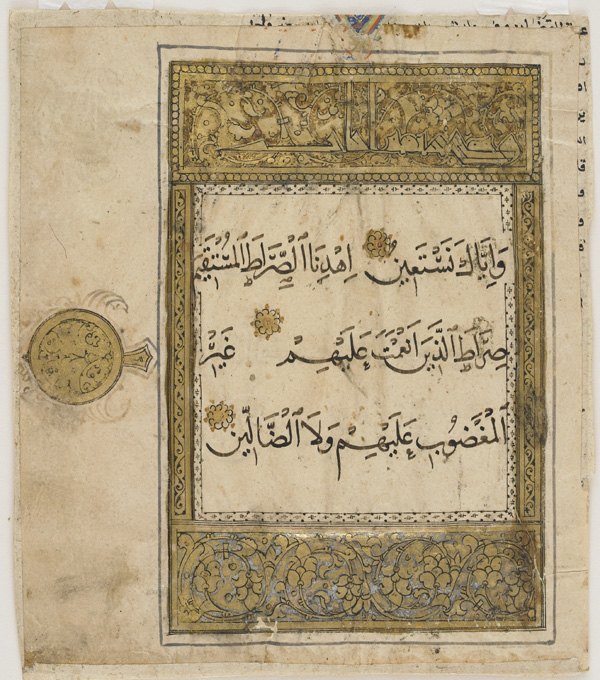
آواخر سورة الفاتحة، التي كان أولها وسيلة لمقطعها.

مناسبة آيات سورة الفاتحة لبعضها: مطلعها الحمد والثناء والتعظيم لله، وهو دعاء التعظيم والتمجيد، ومقطعها دعاء المسألة والطلب قوله: ﴿اهدنا الصراط المستقيم صراط الذين أنعمت عليهم غير المغضوب عليهم ولا الضالين﴾. فأولها وسيلة لمقطعها، وقد روى أبو هريرة أن رسول الله قال: «مَن صَلَّى صَلاةً لَمْ يَقْرَأْ فيها بأُمِّ القُرْآنِ فَهي خِداجٌ ثَلاثًا غَيْرُ تَمامٍ. فقِيلَ لأَبِي هُرَيْرَةَ: إنَّا نَكُونُ وراءَ الإمامِ؟ فقالَ: اقْرَأْ بها في نَفْسِكَ؛ فإنِّي سَمِعْتُ رَسولَ اللهِ صَلَّى اللَّهُ عليه وسلَّمَ يقولُ: قالَ اللَّهُ تَعالَى: قَسَمْتُ الصَّلاةَ بَيْنِي وبيْنَ عَبْدِي نِصْفَيْنِ، ولِعَبْدِي ما سَأَلَ، فإذا قالَ العَبْدُ:  ﴿الْحَمْدُ لِلَّهِ رَبِّ العالَمِينَ﴾، قالَ اللَّهُ تَعالَى: حَمِدَنِي عَبْدِي، وإذا قالَ:﴿الرَّحْمَنِ الرَّحِيمِ﴾، قالَ اللَّهُ تَعالَى: أثْنَى عَلَيَّ عَبْدِي، وإذا قالَ: ﴿مَٰلِكِ يَوۡمِ ٱلدِّينِ﴾، قالَ: مَجَّدَنِي عَبْدِي، وقالَ مَرَّةً فَوَّضَ إلَيَّ عَبْدِي، فإذا قالَ: ﴿إيَّاكَ نَعْبُدُ وإيَّاكَ نَسْتَعِينُ﴾، قالَ: هذا بَيْنِي وبيْنَ عَبْدِي، ولِعَبْدِي ما سَأَلَ، فإذا قالَ: ﴿اهْدِنا الصِّراطَ المُسْتَقِيمَ صِراطَ الَّذينَ أنْعَمْتَ عليهم غيرِ المَغْضُوبِ عليهم ولا الضَّالِّينَ﴾، قالَ: هذا لِعَبْدِي ولِعَبْدِي ما سَأَلَ.» قال ابن القيم: «وَلَمَّا كَانَ سُؤَالُ اللَّهِ الْهِدَايَةَ إِلَى الصِّرَاطِ الْمُسْتَقِيمِ أَجَلَّ الْمَطَالِبِ، وَنَيْلُهُ أَشْرَفَ الْمَوَاهِبِ: عَلَّمَ اللَّهُ عِبَادَهُ كَيْفِيَّةَ سُؤَالِهِ، وَأَمَرَهُمْ أَنْ يُقَدِّمُوا بَيْنَ يَدَيْهِ حَمْدَهُ وَالثَّنَاءَ عَلَيْهِ، وَتَمْجِيدَهُ، ثُمَّ ذَكَرَ عُبُودِيَّتَهُمْ وَتَوْحِيدَهُمْ، فَهَاتَانِ وَسِيلَتَانِ إِلَى مَطْلُوبِهِمْ، تَوَسُّلٌ إِلَيْهِ بِأَسْمَائِهِ وَصِفَاتِهِ، وَتَوَسُّلٌ إِلَيْهِ بِعُبُودِيَّتِهِ، وَهَاتَانِ الْوَسِيلَتَانِ لَا يَكَادُ يُرَدُّ مَعَهُمَا الدُّعَاءُ».

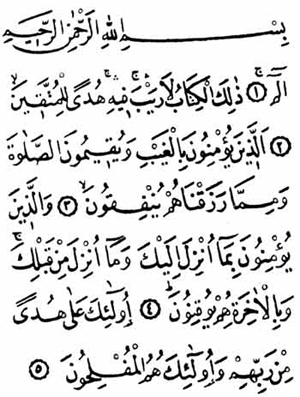
أول خمس آيات من سورة البقرة، التي كانت منطلقًا للاستفاضة في استكمال مواضيع سورة الفاتحة

وقد افتتح الله القرآن بهذه السورة لأنها جمعت مقاصد القرآن. قال فخر الدين الرازي: «المقصود من القرآن كله تقرير أمور أربعة: الإلهيات والمعاد والنبوات وإثبات القضاء والقدر، فقوله: ﴿الحمد لله رب العالمين﴾ يدل على الإلهيات، وقوله: ﴿مَٰلِكِ يَوۡمِ ٱلدِّينِ﴾ يدل على نفي الجبر وعلى إثبات أن الكل بقضاء الله وقدره، وقوله: ﴿اهدنا الصراط المستقيم﴾ يدل على إثبات قضاء الله وعلى النبوات، فقد اشتملت هذه السورة على المطالب الأربعة، التي هي المقصد الأعظم من القران». ويقول أبو حامد الغزالي: «مقاصد القرآن ستة، ثلاثة مهمة وثلاثة تتمة. الأولى: تعريف المدعو عليه، كما أشير إليه بصدرها، وتعريف الصراط المستقيم، وقد صرح به فيها، وتعريف الحال عند الرجوع إليه تعالى، وهو الآخرة، كما أشير إليه بقوله: ﴿مَٰلِكِ يَوۡمِ ٱلدِّينِ﴾. والأخرى: تعريف أحوال المطيعين كما أشار بقوله: ﴿الذين أنعمت عليهم﴾، وتعريف منازل الطريق كما أشير إليه بقوله: ﴿إياك نعبد وإياك نستعين﴾».
أما مناسبة بداية سورة البقرة لخاتمتها سورة الفاتحة، ففيها قول الله في أواخر الفاتحة ﴿اهدنا الصراط المستقيم﴾، وقوله في بداية البقرة ﴿ذلك الكتاب لا ريب فيه هدى للمتقين﴾ دلالة على أن الهداية التي طلبوها هي في كلام الله القرآن الكريم. ولما ذكر أصناف الناس الثلاثة في سورة الفاتحة: المؤمنون واليهود والنصارى، فصل الحديث عنهم في أول سورة البقرة. وقد تضمنت سورة الفاتحة على الإقرار بالربوبية والالتجاء إليها في دين الإسلام والصيانة عن دين اليهود والنصارى، وسورة البقرة تضمنت قواعد الدين، وآل عمران مكملة لمقصدها. قال الألوسي في تفسيره: «ووجه مناسبتها لسورة الفاتحة أن الفاتحة مشتملة على بيان الربوبية أولا، والعبودية ثانيا، وطلب الهداية في المقاصد الدينية والمطالب اليقينية ثالثًا، وكذا سورة البقرة مشتملة على بيان معرفة الرب أولا كما في يؤمنون بالغيب وأمثاله، وعلى العبادات وما يتعلق بها ثانيا، وعلى طلب ما يحتاج إليه في العاجل والآجل آخرا، وأيضا في آخر الفاتحة طلب الهداية وفي أول البقرة إيماء إلى ذلك بقوله: هدى للمتقين، ولما افتتح سبحانه الفاتحة بالأمر الظاهر وكان وراء كل ظاهر باطن افتتح هذه السورة بما بطن سره وخفي إلا على من شاء الله تعالى أمره». للسورة مناسبة وثيقة بينها وبين آخر سور القرآن سورة الناس، فالله ذكر في بداية القرآن وفي مطلع سورة الفاتحة آيات الأولوهية والربوبية والملك، وختم القرآن بسورة الناس وضمنها بآيات الأولوهية والربوبية والملك، ففي الفاتحة ذكر الألوهية بقوله: ﴿الحمد لله﴾، والربوبية: ﴿رب العالمين﴾، والملك: ﴿مَٰلِكِ يَوۡمِ ٱلدِّينِ﴾. وفي سورة الناس ذكر الألوهية بقوله: ﴿إله الناس﴾، والربوبية: ﴿رب الناس﴾، والملك: ﴿ملك الناس﴾.

## الفقه في سورة الفاتحة

### الاستعاذة
وصيغتها: أعوذ بالله من الشيطان الرجيم. ومشروعيتها دلت عليه آية من آيات القران: ﴿فَإِذَا قَرَأْتَ الْقُرْآنَ فَاسْتَعِذْ بِاللَّهِ مِنَ الشَّيْطَانِ الرَّجِيمِ ۝٩٨﴾ [النحل:98]. وقد رُوي أن سليمان بن صرد قال: «كنت جالسا مع النبي ﷺ ورجلان يستبان فأحدهما احمر وجهه وانتفخت أوداجه، فقال النبي ﷺ: إني لأعلم كلمة لو قالها ذهب عنه ما يجد، لو قال: أعوذ بالله من الشيطان الرجيم ذهب عنه ما يجد، فقالوا: له إن النبي ﷺ، قال: تعوذ بالله من الشيطان، فقال: وهل بي جنون». وهذه الصياغة هي المختارة عند أكثر القراء والسلف، ومنهم: عمر بن الخطاب وعبد الله بن عمر والشافعي وأبو حنيفة النعمان وأحمد بن حنبل. أما الصيغة الأخرى الأقل شهرة من الأولى فهي: أعوذ بالله السميع العليم من الشيطان الرجيم. وهي ما جاءت عن أبي سعيد الخدري عن النبي: «أنه كان إذا قام إلى الصلاة استفتح ثم يقول: أعوذ بالله السميع العليم من الشيطان الرجيم من همزه ونفخه ونفثه»، وهذه الصيغة اختيار الحسن البصري ومحمد بن سيرين وطائفة من القراء. وقد عد العلماء ست صيغ للاستعاذة. أجمع العلماء على أن الاستعاذة ليست بقرآن، وإنما تكون قبل التلاوة، قال ابن تيمية: «لكن الاستعاذة ليست بقرآن، ولم تكتب في المصاحف، وإنما فيه الأمر بالاستعاذة، وهذ قرآن». إجمالًا أجمع جمهور العلماء على أنها مستحبة عند تلاوة القرآن وقبل الفاتحة في الصلاة وليست بواجبة يأثم تاركها، وهي مستحبة عند التداوي بالقراءة، وفي أول كل ركعة، وقيل: إنما تستحب عند الركعة الأولى، ويستحب التعوذ أيضًا في التكبيرة الأولى من صلاة الجنازة. أما تفصيلًا فقد اختلف العلماء في حكم الاستعاذة عند القراءة، فذهب البعض إلى أنها واجبة في الصلاة وخارجها، وهذا قول عطاء بن أبي رباح وابن حزم، واستدلوا بقول الله: فإذا قرأت القرآن فاستعذ بالله من الشيطان الرجيم. أما الجمهور من الصحابة والتابعين ومن بعدهم قالوا أن الاستعاذة مستحبة قبل كل قراءة للقرآن، سواء كان في الصلاة أو خارجها، وهذا رأي عبد الله بن عمر وأبي هريرة والحسن البصري وابن سيرين وأبي حنيفة وأحمد بن حنبل.

### البسملة

لفظُ البسملة.

أجمع العلماء على أن البسملة جزء من آية من سورة النمل في قوله تعالى: ﴿إِنَّهُ مِنْ سُلَيْمَانَ وَإِنَّهُ بِسْمِ اللَّهِ الرَّحْمَنِ الرَّحِيمِ ۝٣٠﴾ [النمل:30]، ولكنهم اختلفوا في هل هي آية من الفاتحة، ومن أول كل سورة أم لا، على أكثر من تسعة أقوال، أبرزها: قول مالك بن أنس والأوزاعي وأهل البصرة والشام والمدينة: «إن البسملة ليست بآية من الفاتحة ولا من غيرها من السور إلا في سورة النمل، وإنما كتبت للفصل والتبرك للابتداء بها». واحتجوا على ذلك بأدلة منها: عن عائشة بنت أبي بكر أن النبي: «كان يفتتح الصلاة بالتكبير والقراءة بـ ﴿الحمد لله رب العالمين﴾، وهذا يدل على أن البسملة ليست آية من الفاتحة». لو كان قوله: ﴿بسم الله الرحمن الرحيم﴾ آية من هذه السورة للزم التكرار في قوله: ﴿الرحمن الرحيم﴾، وذلك بخلاف الدليل. وغيرها من الأدلة. وقالت الشافعية ومعهم عبد الله بن المبارك وسفيان الثوري وقراء مكة والكوفة وأكثر فقهاء الحجاز وأحمد بن حنبل في رواية عنه: «إنها آية من الفاتحة ومن كل سورة إلا التوبة»، واستدلوا على ذلك بأدلة منها: عن أنس بن مالك قال: «بينما رسول الله ﷺ ذات يوم بين أظهرنا إذ أغفى إغفاءة ثم رفع رأسه مبتسمًا، فقلنا: ما أضحكك يا رسول الله، قال: نزلت عليَّ آنفاً سورة.. فقرأ: ﴿بسم اللهِ الرحمن الرحيمِ﴾ ﴿إِنَّا أَعْطَيْنَاكَ الْكَوْثَرَ ۝١ فَصَلِّ لِرَبِّكَ وَانْحَرْ ۝٢ إِنَّ شَانِئَكَ هُوَ الْأَبْتَرُ ۝٣﴾ [الكوثر:1–3]». كما استدلوا بحديث أنس بن مالك أنه سئل عن قراءة رسول الله فقال: «كانت قراءته مدًا، ثم قرأ ﴿بسم الله الرحمن الرحيم﴾، يمد بـ ﴿بسم الله﴾، ويمد بـ ﴿الرحمن﴾، ويمد بـ ﴿الرحيم﴾». وغيرها من الأدلة. وقال الأحناف: «هي آية تامة من القرآن الكريم أنزلت للفصل بين السور، وليست آية من الفاتحة ولا من غيرها». واستدلوا على ذلك بحديث ابن عباس: «إن رسول الله ﷺ كان لا يعرف فصل السورة حتى ينزل عليه ﴿بسم الله الرحمن الرحيم﴾». وغيرها من الأدلة. وقال داود الظاهري ورواية عن أحمد بن حنبل: «هي آية تامة مستقلة في أول كل سورة لا منها ما عدا التوبة».
أما كيفية قراءة البسملة في الصلاة فقد اختلف العلماء على عدة أقوال: فأبو حنيفة النعمان وأحمد بن حنبل وسفيان الثوري والأوزاعي قالوا: «على أنه لا يجهر بالبسملة في الصلاة، بل يسر بها في كل ركعة من ركعات الصلاة، وإن قرأها مع كل سورة فحسن». وقال مالك بن أنس: «لا تقرأ البسملة في الصلاة المكتوبة بالكلية لا جهرًا ولا سرًا، لا في استفتاح سورة الفاتحة، ولا في غيرها من السور، أما في النافلة فإنه يجوز أن يقرأها، فإن شاء قرأها، وإن شاء ترك قراءتها». وقال الشافعي وعبد الله بن عمر وأبو هريرة وعبد الله بن عباس: «إن المصلي يقرؤها وجوبًا في الجهر جهرًا، وفي السر سرًا، ويجب قراءتها في كل الركعات». أما عن سبب تأخر البسملة عن الاستعاذة، فيقول عبد الله بصفر: «والحكمة في تأخرها عن الاستعاذة هي تقدم التخلية على التحلية، فيخلِّي القلب والعقل عن الشيطان الرجيم، ويطهر النفس من وساوس الشيطان، ثم يذكر الله تبارك وتعالى».

### قراءة الفاتحة في الصلاة
في حكم قراءة سورة الفاتحة في الصلاة قال جمهور الفقهاء ومنهم الشافعي ومالك وأحمد: «إن قراءة الفاتحة تتعين في الصلاة، فمن تركها مع القدرة عليها لم تَصح صلاته»، مصداقًا لحديث أبي هريرة أن رسول الله قال: «من صلى صلاة لم يقرأ فيها بأم القرآن فهي خداج، فهي خداج، فهي خداج»، وحديث عبادة بن الصامت أنه قال: قال رسول الله ﷺ: «لا صلاة لمن لم يقرأ بفاتحة الكتاب». وقال الأحناف وسفيان الثوري والأوزاعي: «إن قراءة الفاتحة لا تتعين في الصلاة، بل مهما قرأ به من القرآن أجزأه في الصلاة مع الإساءة، ولا تبطل صلاته»، واحتجوا على ذلك بحديث أبي هريرة بأن الرسول قال للمسيء في صلاته: «إذا قمت إلى الصلاة فكبر، ثم اقرأ ما تيسر معك من القرآن».
أما ما يتعلق بحكم قراءة الفاتحة على المأموم خلف الإمام، فاختلف الفقهاء في هذه المسألة على ثلاثة أقوال، قال الشافعي: «تجب قراءة الفاتحة على المأموم خلف الإمام سواء أَسر الإمام بالقراءة أم جهر بها». واستدل بحديث الأعرابي الذي علمه الرسول أعمال الصلاة فقال: «ثم اقرأ بما تيسر معك من القرآن». وقالت المالكية والحنابلة وعبد الله بن المبارك: «تجب قراءة الفاتحة على المأموم إذا أسر الإمام، ولا تجب إذا جهر». واستدلوا على أن القراءة لا تجب في الصلاة الجهرية بحديث أبي موسى الأشعري قال: قال رسول الله ﷺ: «إنما جُعِل الإمام ليؤتم به فإذا كبر فكبروا، وإذا قرأ فأنصتوا». وقالت الحنفية: «لا تجب على المأموم قراءة الفاتحة، ولا غيرها، لا في الصلاة الجهرية ولا في السرية، بل تكره القراءة خلف الإمام بكل حالة»، واستدلوا بحديث جابر بن عبد الله عن النبي أنه قال: «من كان له إمام فقراءة الإمام له قراءة».
وفي حكم قراءة الفاتحة في كل ركعة في الصلاة، فأيضًا اختلف الفقهاء في المسألة على عدة آراء: قال الشافعي وأحمد وقول لمالك: «إن قراءة الفاتحة تتعين في كل ركعة، فإن تركها في ركعة بطلت صلاته»، وهذا الرأي قال به أبو بكر الصديق وعمر بن الخطاب وعلي بن أبي طالب وعبد الله بن مسعود، واستدلوا على أن الرسول كان يقرأ في كل الركعات فيجب أن يُقتدى به. وقول آخر لمالك: «إنه تتعين قراءة الفاتحة في معظم الركعات، ولا تتعين في جميعها، فإن كانت الصلاة أربع ركعات كَفت القراءة في ثلاث ركعات، وإن كانت مغربًا كفت في ركعتين، وإن كانت صبحًا وجبت القراءة فيهما معًا». قال الحسن البصري: «إنما تتعين قراءتها في ركعة واحدة من الصلوات، فإذا قرأها مرة واحدة في الصلاة أجزأه، ولم تكن عليه إعادة أجزأه». قال أبو حنيفة وسفيان الثوري والأوزاعي: «لا تتعين قراءة الفاتحة أصلا، بل لو قرأ بغيرها أجزأه». أما حكم صلاة من قرأ الفاتحة بغير العربية، فقال جمهور العلماء من المالكية والشافعية والحنابلة: «أنها لا تجزئ صلاة من قرأ الفاتحة أو غيرها بغير العربية، ولا الإبدال بلفظها لفظًا عربيًا آخر سواء أحسن قراءتها بالعربية أو عجز عن قراءتها». وروي عن أبو حنيفة أنه قال: «تجزئه القراءة بغير العربية وإن أحسن العربية لأن المقصود إصابة المعنى».

### التأمين بعد الفاتحة

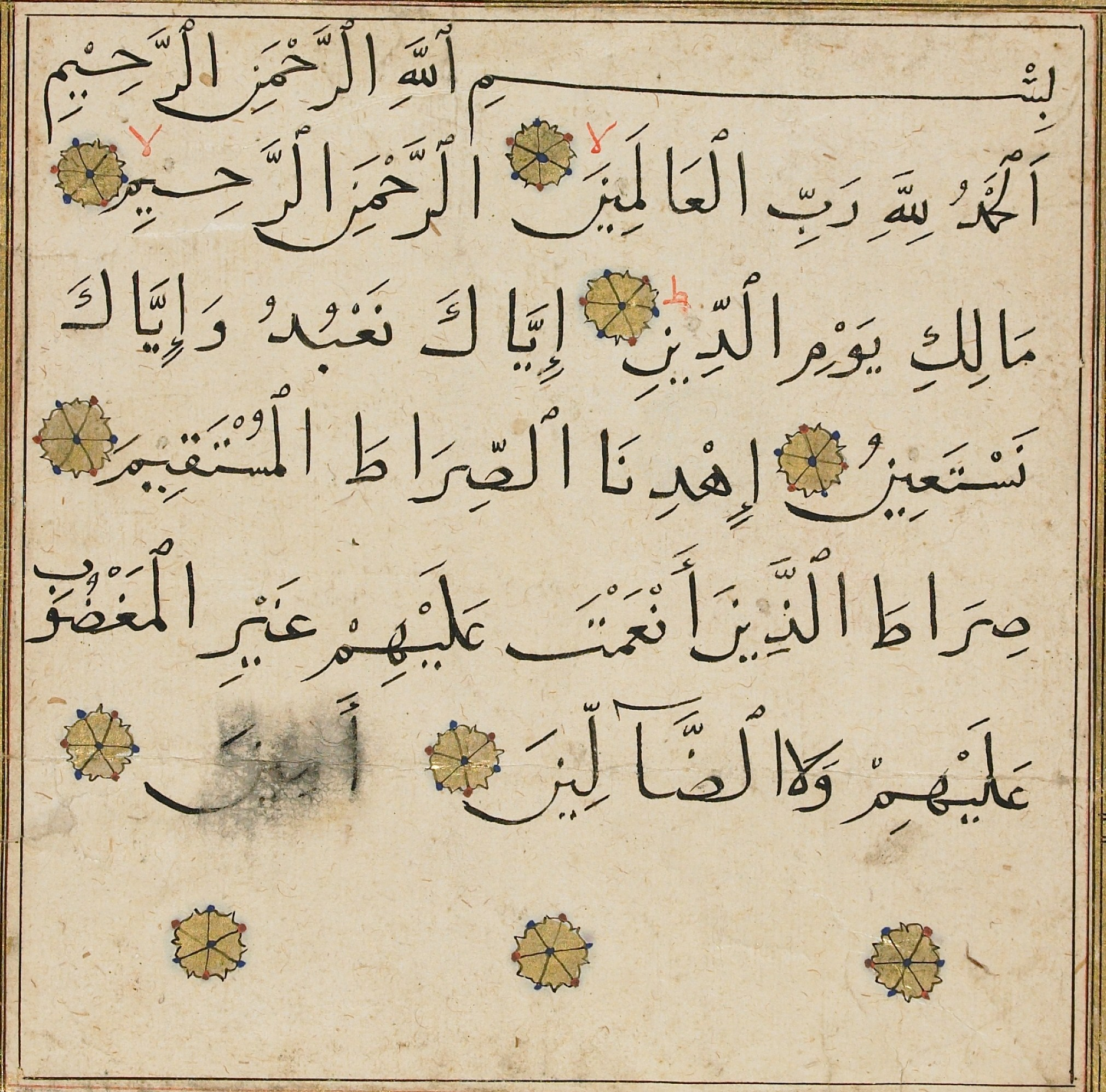
مخطوط قديم مجهول المصدر لسورة الفاتحة، حيث تظهر السورة مكتملة الآيات السبع، وختمت بإضافة كلمة آمين، التي طُمِست فيما بعد.

وهي أن يقول عند انتهائه من تلاوة الفاتحة بعد ولا الضالين: آمين. قال أكثر الفقهاء: «إنه يسن للمصلي إمامًا أو مأمومًا أو منفردًا أن يقول آمين بعد الانتهاء من الفاتحة»، وقال القرطبي في تفسيره: «ويسن لقارئ القرآن أن يقول بعد الفراغ من الفاتحة بعد سكتة على نون ﴿ولا الضالين﴾: آمين، ليتميز ما هو قرآن مما ليس بقرآن». ودليلهم ما رواه أبو هريرة أن رسول الله قال: «إذا أمن الإمام فأمنوا، فإنه من وافق تأمينُه تأمين الملائكة، غفر له ما تقدم من ذنبه». وما رواه أيضًا: «كان رسول الله إذا تلا: ﴿غير المغضوب عليهم ولا الضالين﴾، قال: آمين حتى يسمع من يليه من الصف الأول». وقالت المالكية: «لا يؤمن الإمام، ويؤمن المأموم»، واستدلوا بحديث أبي هريرة أن رسول الله قال: «وإذا قال ﴿ولا الضالين﴾ فقولوا آمين». وقال ابن كثير: «قال أصحابنا يستحب التأمين لمن هو خارج الصلاة، ويتأكد في حق المصلي، سواء كان منفردًا أو إمامًا أو مأمومًا وفي جميع الأحوال». وفي كيفية التأمين بعد الفاتحة، قال الأحناف والمالكية: «يقول المصلي سواء كان إمامًا أم مأمومًا أم منفردًا آمين سِرًا بعد الانتهاء من الفاتحة سواء في الصلاة الجهرية أم السرية». وقالت الشافعية والحنابلة: «يسر بها في الصلاة السرية، ويجهر بها في الصلاة الجهرية». وقال بعض الفقهاء في رواية عن القرطبي: «هو مخير بين الجهر أو السر».
وآمين اسم فعل، وفي معناها ثلاثة أقوال، الأول: بمعنى اللهم استجب، والثاني: بمعنى كذلك يكون، والثالث: بمعنى أنه اسم من أسماء الله تعالى، وقيل: ربِّ افعل وهو قول ابن عباس، وقال الترمذي: «لا تخيب رجانا». والقول الأول هو الأشهر والأصح في تفسير الكلمة، وهو بمعنى اللهم استجب. لفظها: آمين، وهي بالمد والتخفيف في جميع الروايات وعن جميع القراء، وفيها ثلاث ألفاظ أخرى شاذة: الأولى بالقصر: أمين، الثانية: بالتشديد مع المد: آمّين، الثالثة: التشديد مع القصر: أمِّين. أم حكم التجويد فيها فآمين الهمزة إذا جاءت في أول الكلمة ففيها مد يسمى مد البدل، ومد البدل يمد بمقدار حركتين اثنتين فقط. كلمة آمين ليست من القرآن الكريم بإجماع علماء الأمة، لأنها لم تكتب في مصحف عثمان ولا في غيره. وفي فضلها ما رواه البخاري عن النبي أنه قال: «إذا قال أحدكم آمين، وقالت الملائكة في السماء آمين، فوافقت إحداهما الأخرى، غُفِر له ما تقدم من ذنبه»، بالإضافة لما رواته عائشة بنت أبي بكر عن النبي قوله: «ما حسدتكم اليهود على شيء ما حسدتكم على السلام والتأمين». وروي عن النبي قوله: «أعطيت آمين في الصلاة، وعند الدعاء، ولم يعط أحد قبلي إلا أن يكون موسى، كان موسى يدعو وهارون يؤمن، فاختموا الدعاء بآمين فإن الله يستجيب لكم».

### قراءة الفاتحة في صلاة الجنازة
ذهب جمهور العلماء على مشروعية قراءة الفاتحة في صلاة الجنازة، وذلك لما رواه طلحة بن عبد الله الأنصاري قال: «صليت خلف ابن عباس  على جنازة فقرأ بفاتحة الكتاب، وقال: لتعلموا أنها سنة». وعن أبي أمامة صدي بن عجلان الباهلي أنه قال: «السنة في الصلاة على الجنازة أن يقرأ في التكبيرة الأولى بأم القرآن مخافته، ثم يكبر ثلاثًا، والتسليم عند الآخرة». ولهذه الأدلة ذهب جمهور العلماء إلى مشروعية قراءة الفاتحة في صلاة الجنازة، ولكنهم اختلفوا في حكم قراءتها، فمنهم من قال بالوجوب كالشافعي وأحمد بن حنبل. وذهب البعض إلى القول أنها مستحبة فقط، ومنهم ابن تيمية الذي قال: «هذا الصواب». وذهب فريق ثالث إلى أن قراءة الفاتحة لا تشرع في صلاة الجنازة، وممن قال بهذا القول: أبو حنيفة النعمان ومالك بن أنس والثوري والأوزاعي، بالإضافة لعبد الله بن عمر وأبي هريرة.

## فضلها
جاءت عدد من الأحاديث الشريفة في تبيين فضل سورة الفاتحة، ومنها:
- أنها أعظم سورة في القرآن الكريم. فقد روى البخاري عن أبي سعيد بن المعلَّى أنه قال: «كنت أصلي في المسجد، فدعاني رسول الله ﷺ فلم أجب حتى صليت، ثم أتيته فقال: ما منعك أن تأتي، فقلت يا رسول الله: إني كنت أصلي، فقال: ألم يقل الله: ﴿يا أَيها الَذين آمنوا استجيبوا لله وللرسول إِذا دعاكم لما يحيِيكم﴾، ثم قال: لأعلمنك سورة هي أعظم السور في القرآن قبل أن تخرج من المسجد، ثم أخذ بيدي، فلما أراد أن يخرج، قلت له يا رسول الله: ألم تقل لأعلمنك سورة هي أعظم سورة في القرآن، قال: ﴿الحمد لله رب العالمين …﴾، هي السبع المثاني والقرآن العظيم الذي أوتيته».
- أنها دواء إن رقي بها، روى البخاري عن أبي سعيد الخدري قال: «كنا في مسير لنا فنزلنا فجاءت جارية فقالت: إن سيد الحي سليم، وإن نفرنا غيب فهل منكم راقٍ، فقام معها رجل ما كنا نأبنه برقية، فرقاه فبرأ فأمر له بثلاثين شاة وسقانا لبنًا فلما رجع قلنا له: أكنت تحسن رقية أو ترقي، قال: لا، ما رقيتُ إلا بأم الكتاب، قلنا: لا تحدثوا شيئًا حتى نأتي ونسأل رسول الله فلما قدمنا المدينة ذكرناه للنبي ﷺ فقال: وما كان يدريه أنها رقية، اقسموا واضربوا لي بسهم».
- سورة الفاتحة ركن عظيم من أركان الصلاة، فالصلاة لا تصح إذا لم تُقرأ الفاتحة فيها على الرأي الراجح عند جمهور العلماء. عن أبي هريرة عن النبي قال: «من صلى صلاةً لم يقرأ فيها بأم القرآن فهي خداج - ثلاثاً- غير تمام».
- عن أبي هريرة قال: سمعت رسول الله يقول: «قال الله  قسمت الصلاة بيني وبين عبدي نصفين، ولعبدي ما سأل، فإذا قال: ﴿الحمد لله رب العالمين﴾، قال الله: حمدني عبدي، وإذا قال: ﴿الرحمن الرحيم﴾ قال الله تعالى: أثنى علي عبدي، فإذا قال: ﴿مَٰلِكِ يَوۡمِ ٱلدِّينِ﴾ قال الله تعالى: مجدني عبدي، فإذا قال: ﴿إياك نعبد وإياك نستعين﴾، قال الله تعالى: هذا بيني وبين عبدي ولعبدي ما سأل، فإذا قال: ﴿اهدنا الصراط المستقيم صراط الذين أنعمت عليهم غير المغضوب عليهم ولا الضالين﴾، قال الله: هذا لعبدي ولعبدي ما سأل».
- عن عبد الله بن عباس قال: «بينما جبريل  قاعد عند النبي ﷺ سمع نقيضاً أي صوتاً كصوت الباب يفتح من فوقه فرفع رأسه فقال: هذا باب من السماء فتح اليوم لم يفتح قط إلا اليوم فنزل منه ملك، فقال: هذا ملك نزل إلى الأرض لم ينزل قط إلا اليوم فسلم: وقال: أبشر بنورين أوتيتهما لم يؤتهما نبي قبلك: فاتحة الكتاب، وخواتيم سورة البقرة لن تقرأ بحرف منهما إلا أعطيته».
- أنها أعظم ما أنزل الله على نبي، فعن أبي بن كعب أنه قرأ على النبي أم القرآن فقال رسول الله: «والذي نفسي بيده ما أنزل في التوراة ولا في الإنجيل ولا في الزبور ولا في الفرقان مثلها، هي السبع المثاني والقرآن العظيم الذي أوتيته».
- أنها أخير سور القرآن، عن جابر بن عبد الله أن النبي قال: «ألا أخبرك يا جابر بن عبد الله بأخير سورة في القرآن، قلت: بلى يا رسول الله، قال: اقرأ ﴿الحمد لله رب العالمين﴾ حتى تختمها».

أما فضلها الذي ورد في أقوال العلماء:
- روي عن مجاهد بن جبير المكي أنه قال: «إن إبليس لعنه الله رن أربع رنَّات: حين لُعن، وحين أُهبط من الجنة، وحين بعث محمد ﷺ، وحين أُنزلت فاتحة».[81]
- شكا رجل إلى الشعبي وجع الخاصرة، فقال: «عليك بأساس القرآن فاتحة الكتاب، سمعت ابن عباس يقول: لكل شيء أساس، وأساس الدنيا مكة، لأنها منها دُحِيَت، وأساس السموات عريبًا وهي السماء السابعة، وأساس الأرض عجيبًا وهي الأرض السابعة السفلى، وأساس الجنان جنة عدن وهي سرة الجنان عليها أُسست الجنة، وأساس النار جهنم، وهي الدركة السابعة السفلى عليها أسست الدركات، وأساس الخلق آدم، وأساس الأنبياء نوح، وأساس بني إسرائيل يعقوب، وأساس الكتب القرآن، وأساس القرآن الفاتحة، وأساس الفاتحة ﴿بسم الله الرحمن الرحيم﴾، فإذا اعتللت أو اشتكيت فعليك بالفاتحة تشفى».[82]
- قال البقاعي: «وهي أُم كل خير، وأساس كل معروف، ولا يعتد بها إلا إذا ثُنّيتْ فكانت دائمة التكرار، وهي كنز لكل شيء، شافية لكل داء، كافية لكل هم، وافية بكل مرام، واقية من كل سوء، رقية لكل ملم، وهي إثبات للحمد الذي هو الإحاطة بصفات الكمال، وللشكر الذي هو تعظيم المنعِم، وهي عين الدعاء فإنه التوجه إلى المدعو، وأعظم مجامعًا الصلاة».[83]
- قال ابن القيم: «كثيرًا ما كنت أسمع ابن تيمية يقول ﴿إياك نعبد﴾: فيه علاج للرياء، ﴿وإياك نستعين﴾ فيه علاج للكبرياء».[84] ويقول أيضًا: «مكثت بمكة مدة تعتريني أدواء ولا أجد طبيبًا، فكنت أعالج نفسي بالفاتحة فأرى لها تأثيرًا عجيبًا، فكنت أصف ذلك لمن يشتكي ألمًا وكان كثيرًا منهم يبرأ سريعًا.»[85]

## كتب تفسير الفاتحة
اعتنى المفسرون بسورة الفاتحة خاصة، لمنزلتها بين السور، فكان ذلك دافعاً إلى تأليف العديد من الكتب التي اختصت بتفسير الفاتحة فقط، وتكاد هذه المؤلفات أن تؤسس فرعاً جديداً من فروع علم التفسير، وذلك لإظهار كيف احتوت هذه السورة القصيرة على المعنى الموجَز للقرآن.

## طباعة السورة
في أكثر المصاحف المطبوعة والمُلَوَّنة، يجد القارئ أن آيات سورة الفاتحة السبع في الصفحة الأولى، والآيات الخمس الأولى من سورة البقرة في الصفحة المقابلة، مكتوبة بلون مميّز يختلف عن باقي صفحات المصحف.

## هوامش
- 1: «دلالة نحوية عامة» هي المعاني العامة المستفادة من الجمل والأساليب بشكل عام.
- 2: «دلالة نحوية خاصة» هي معاني الأبواب النحوية مثل: باب الفاعل وباب المفعول وباب الحال.. ألخ.

## وصلات خارجية
- تفسير ابن كثير لسورة الفاتحة
- أحكام التجويد لسورة الفاتحة
- إعراب كامل سورة الفاتحة
- ملف متكامل لسورة الفاتحة